# Theodor Birt
Theodor Birt, född 22 mars 1852 i Wandsbek (numera en stadsdel i Hamburg), död 28 januari 1933 i Marburg, var en tysk klassisk filolog.
Birt studerade i Leipzig och Bonn samt blev 1878 privatdocent, 1882 extra ordinarie och 1886 ordinarie professor i klassisk filologi vid Marburgs universitet, en befattning vilken han lämnade 1900. Birt författade även ett antal skönlitterära arbeten, utgivna under pseudonymen "Beatus rhenanus", såsom Meister Martin und seine Gesellen (1894), König Agis (1895), Das Idyll von Capri (1898), Die Silvesternacht (1900) och Gedichte (1904).
Hans främsta vetenskapliga arbeten är Das antike Buchwesen in seinem Verhältnis zur Literatur (1882), Zwei politische Satiren des alten Rom (1888), Die erste kritische Ausgabe des Claudian (1892), Eine römische Literatur Geschichte in fünf Stunden (1894), Sprach man avrum oder aurum? (1897), Der hiat bei Plautus und die lateinische Aspiration bis zum 10. Jahrh. n. Chr. (1901), Griechische Erinnerungen eines Reisenden (1902), Kritik und Hermeneutik (1913), Römische Charakterköpfe (1913, svensk översättning samma år), samt Die Germanen (1917).